# فرناندو زاباتا
فرناندو زاباتا (بالإسبانية: Fernando Zapata)‏ هو مجدف أرجنتيني، ولد في 15 أغسطس 1973.

## وصلات خارجية
- فرناندو زاباتا على موقع الاتحاد الدولي للتجديف (الإنجليزية)
- فرناندو زاباتا على موقع اللجنة الأولمبية الدولية (الإنجليزية)
- فرناندو زاباتا على موقع أوليمبيديا (الإنجليزية)